# 김정광
김정광(한국 한자: 金正光, 1988년 3월 14일 ~ )은 대한민국의 전 축구 선수이며, 포지션은 공격수였다.